# Aiamaa
Aiamaa är en by (estniska: küla) i Nõo kommun i landskapet Tartumaa i sydöstra Estland. Byn ligger direkt öster om småköpingen Nõo, söder om Riksväg 3, vid järnvägen mellan Tartu och Valga, som tidigare har utgjort en del av den Baltiska järnvägen i dåvarande Kejsardömet Ryssland. Den gamla stationsbyggnaden finns fortfarande kvar vid sidan av järnvägen men tillhör idag grannbyn Järiste.